# Sphecodes millsi
Sphecodes millsi är en biart som beskrevs av Cockerell 1919. Sphecodes millsi ingår i släktet blodbin, och familjen vägbin. Inga underarter finns listade i Catalogue of Life.